# Hanna Melnyczenko
Hanna Anatolijiwna Melnyczenko (ukr. Ганна Анатоліївна Мельниченко; ur. 24 kwietnia 1983 w Tbilisi) – ukraińska lekkoatletka, wieloboistka, mistrzyni świata (2013), brązowa medalistka uniwersjady (2007), uczestniczka igrzysk olimpijskich.
Zawodniczka ma na swoim koncie liczne sukcesy w pucharze Europy w wielobojach. W 2007 zdobyła brąz uniwersjady w Bangkoku. W 2013 stanęła na najniższym stopniu podium podczas halowych mistrzostw Europy w Göteborgu. W tym samym roku została w Moskwie mistrzynią świata w siedmioboju. Jest wielokrotną medalistką mistrzostw Ukrainy.

## Osiągnięcia
| Rok  | Impreza                                    | Miejsce        | Konkurencja | Lokata      | Wynik     |
| ---- | ------------------------------------------ | -------------- | ----------- | ----------- | --------- |
| 2005 | Superliga pucharu Europy w wielobojach     | Bydgoszcz      | siedmiobój  | 9. miejsce  | 5809 pkt. |
| 2005 | Mistrzostwa Europy juniorów                | Kowno          | siedmiobój  | 13. miejsce | 5502 pkt. |
| 2006 | Superliga pucharu Europy w wielobojach     | Arles          | siedmiobój  | 7. miejsce  | 6010 pkt. |
| 2006 | Mistrzostwa Europy                         | Göteborg       | siedmiobój  | 16. miejsce | 5942 pkt. |
| 2007 | Halowe mistrzostwa Europy                  | Birmingham     | pięciobój   | 10. miejsce | 4397 pkt. |
| 2007 | Pierwsza liga pucharu Europy w wielobojach | Szczecin       | siedmiobój  | 1. miejsce  | 6143 pkt. |
| 2007 | Uniwersjada                                | Bangkok        | siedmiobój  | 3. miejsce  | 4397 pkt. |
| 2007 | Mistrzostwa świata                         | Osaka          | siedmiobój  | -           | DNF       |
| 2008 | Superliga pucharu Europy w wielobojach     | Hengelo        | siedmiobój  | 1. miejsce  | 6306 pkt. |
| 2008 | Igrzyska olimpijskie                       | Pekin          | siedmiobój  | 14. miejsce | 6165 pkt. |
| 2009 | Superliga pucharu Europy w wielobojach     | Szczecin       | siedmiobój  | 1. miejsce  | 6380 pkt. |
| 2009 | Mistrzostwa świata                         | Berlin         | siedmiobój  | 6. miejsce  | 6414 pkt. |
| 2010 | Superliga pucharu Europy w wielobojach     | Tallinn        | siedmiobój  | 1. miejsce  | 6098 pkt. |
| 2010 | Mistrzostwa Europy                         | Barcelona      | siedmiobój  | -           | DNF       |
| 2012 | Halowe mistrzostwa świata                  | Stambuł        | pięciobój   | 7. miejsce  | 4623 pkt. |
| 2012 | Igrzyska olimpijskie                       | Londyn         | siedmiobój  | 8. miejsce  | 6392 pkt. |
| 2013 | Halowe mistrzostwa Europy                  | Göteborg       | pięciobój   | 3. miejsce  | 4608 pkt. |
| 2013 | Superliga pucharu Europy w wielobojach     | Tallinn        | siedmiobój  | 2. miejsce  | 6260 pkt. |
| 2013 | Mistrzostwa świata                         | Moskwa         | siedmiobój  | 1. miejsce  | 6586 pkt. |
| 2014 | Halowe mistrzostwa świata                  | Sopot          | pięciobój   | 7. miejsce  | 4587 pkt. |
| 2015 | Mistrzostwa świata                         | Pekin          | siedmiobój  | -           | DNS       |
| 2016 | Mistrzostwa Europy                         | Amsterdam      | siedmiobój  | -           | DNF       |
| 2016 | Igrzyska olimpijskie                       | Rio de Janeiro | siedmiobój  | 25. miejsce | 5951 pkt. |

## Rekordy życiowe
| Konkurencja                     | Wynik     | Miejsce          | Rok       |
| ------------------------------- | --------- | ---------------- | --------- |
| Bieg na 100 metrów przez płotki | 13,26     | Kladno           | 2013      |
| Bieg na 60 metrów przez płotki  | 8,18      | Sopot            | 2014      |
| Skok wzwyż                      | 1,86 m    | Florencja Moskwa | 2007 2013 |
| Skok wzwyż (hala)               | 1,84 m    | Sumy             | 2012      |
| Pchnięcie kulą (stadion)        | 14,09 m   | Götzis           | 2013      |
| Pchnięcie kulą (hala)           | 14,19 m   | Zaporoże         | 2014      |
| Bieg na 200 metrów              | 23,85     | Kladno           | 2013      |
| Skok w dal (stadion)            | 6,74 m    | Jałta            | 2012      |
| Skok w dal (hala)               | 6,41 m    | Sumy             | 2012      |
| Rzut oszczepem                  | 45,11 m   | Götzis           | 2009      |
| Bieg na 800 metrów              | 2:09,85   | Moskwa           | 2013      |
| Bieg na 800 metrów (hala)       | 2:14,35   | Sumy             | 2012      |
| Siedmiobój                      | 6586 pkt. | Moskwa           | 2013      |
| Pięciobój (hala)                | 4748 pkt. | Sumy             | 2012      |